# Chilesia rudis
Chilesia rudis (o Paracles rudis) es una mariposa de la subfamilia Arctiinae descrita por primera vez por  Arthur Gardiner Butler en 1882. se encuentra en Chile.

## Aspecto
La larva es negra en ambos extremos, con una banda de color anaranjado en el medio y un aspecto robusto. En todo el cuerpo posee verrugas con pelos suaves no urticantes en negro, blanco y amarillo. Su longitud varía entre los 30 y 40mm, y un ancho de 5 a 6mm. Al ser perturbadas se dejan caer al suelo enrollándose. Este mismo comportamiento se puede observar al momento de pupar.
En la polilla adulta se puede apreciar dimorfismo sexual. El macho es de color marrón oscuro, con alas de borde redondeado sin marcas distinguibles, y alas posteriores ligeramente más claras. El cuerpo posee abundante pelo, y su tórax tiene un tono más rojizo; por otro lado el abdomen es amarillento en la parte dorsal y ocre a los costados. Las patas poseen también gran cantidad de pelo en distintas tonalidades marrones. También puede caracterizarse al macho por sus antenas plumosas.
La hembra es áptera, y presenta un mechón anal amarillento, así como pelos amarillentos en las patas.

## Dieta
Es una especie fitófaga –  su dieta consiste de hojas y brotes de diversos vegetales.